# 森洋子 (タレント)
森 洋子（もり ようこ、1972年8月1日 - ）は、日本の女優、タレント。埼玉県出身。ジャパン・ミュージックエンターテインメント（イー・コンセプト）所属。

## 略歴
1996年（平成8年）、『C.C.ガールズ』のメンバー入れ替わりにより同グループの第2期生としてデビュー、テレビのバラエティー番組などに出演した。2003年（平成15年）12月15日、同グループを他の所属メンバーと共に卒業、その後は単独での女優・タレント活動となった。
2009年（平成21年）、オスカープロモーションを退社しJMOに移籍。名前の表記を「森よう子」に改名して活動。
現在はJMOを退社、名前の表記を元の「森洋子」に戻して活動中。

## 出演

### テレビ
- 蝉しぐれ - (金曜時代劇) - （2003年、NHK） - 岡崎せつ／牧せつ 役[2]
- 松本清張 黒革の手帖（2004年、テレビ朝日） - 真希（美容室のスタッフ）役
- 月曜ミステリー劇場 警視庁三係吉敷竹史シリーズ1 寝台特急「はやぶさ」1/60秒の壁（2004年12月、TBS） - 九条千鶴子（ホステス）役
- アスリートゴルフ（2005年4月 - 2006年3月、サンテレビ） - ゴルフ番組（関西ローカル）、進行役
- 水曜ミステリー9 農家の嫁は弁護士!神谷純子のふるさと事件簿3（2007年、テレビ東京） - 久野君子（ホステス）役
- ママの神様（2008年、CBC／TBS系） - 鈴木由美 役
- パチ魂 - (大分放送)
- KUNOICHI (TBS)

### 映画
- 雪月花（2003年、鬼頭理三監督）主演：柳原由美子
- ラブデス（2006年、北村龍平監督）
- 宿命のジオード（2010年、六車俊治監督）

### Vシネマ
- 背徳の女神シリーズ Vol.2 ダメージ（1996年）主演：藤森夕子
- 雪月花（2003年）主演

### 吹き替え
- 007 慰めの報酬（2013年、キングレコード） - ホテルの女性〈ウーナ・チャップリン〉役
- スサミ・ストリート全員集合 〜または“パペット・フィクション”ともいう〜（2015年） - スヴェトラーナ役[3]
- 危険戦隊デンジャー5 〜我らの敵は総統閣下〜（2016年） - イルサ〈ナターシャ・リスティッチ〉役[4]

## 出版
C.C.ガールズ名義分については同項目を参照のこと。

### 写真集
- SWEET SENSATION（1998年6月、近代映画社）ISBN 4764818590 撮影：橋本雅司
- decollage（デコラージュ）（2000年9月、文芸社）ISBN 4835511786 撮影：清水清太郎
- Rebirth―森洋子写真集（2008年10月、徳間書店）ISBN 978-4198626174 撮影：毛利充裕

### ビデオ・DVD
- Marvelous（2005年2月、竹書房）
- 儚想華（2008年11月、GPミュージアムソフト）
- Rebirth（2008年12月、ジャパンホームビデオ）
- Aqua（2009年11月、イーネット・フロンティア）
- 或る音楽家の恋（2010年2月、ATTACK ZONE）
- falling in love （2010年3月、日本メディアサプライ）